# Лобок
Лобо́к (лат. mons pubis — лонный бугорок) — в анатомии человека мягкотканное образование, представленное у обоих полов, расположенное точно над наружными половыми органами соответственно проекции лонного сращения и выступающее над окружающей областью благодаря развитой подкожной основе (жировой прослойке).
Сверху лобок отделён от области живота лобковой бороздой, а по бокам — от бёдер тазобедренными бороздами.

### Женский лобок
Женский лобок часто называют бугорком Венеры (лат. mons veneris).

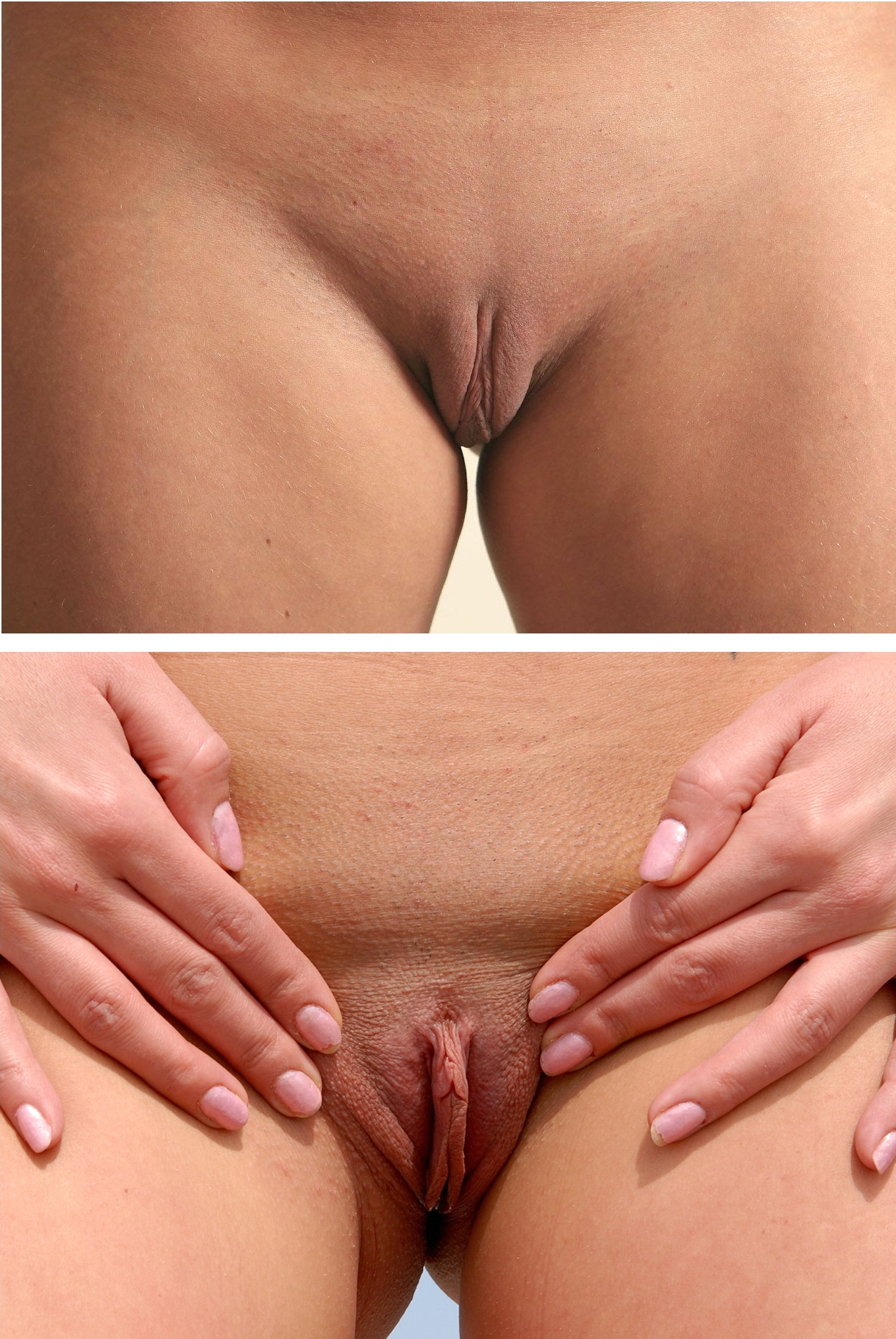
женский лобок переходит в большие половые губы, внутри от которых расположены малые, передняя часть которых образует капюшон клитора

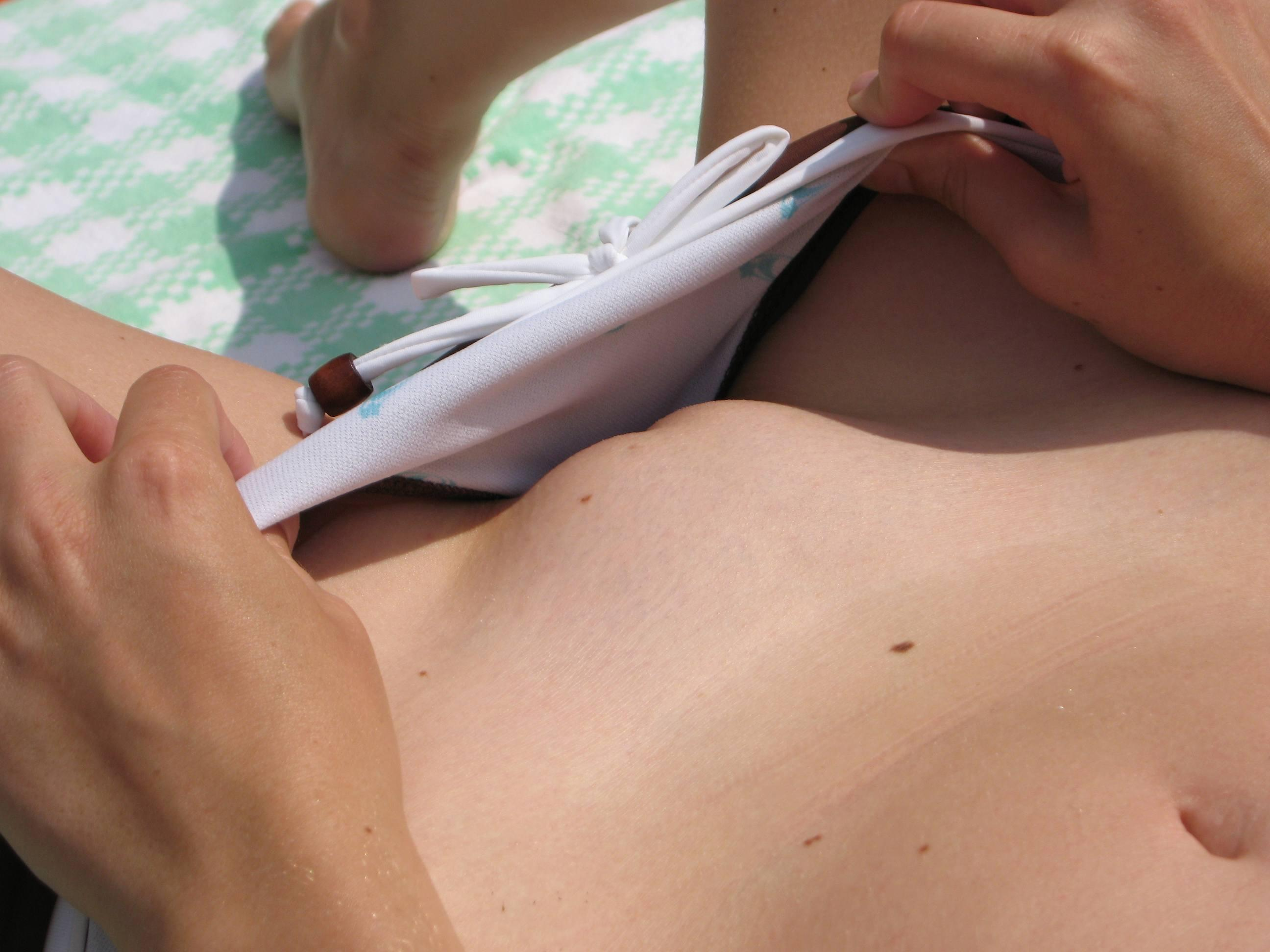

Этапы полового созревания у женщины по шкале Таннера

Рост волос на лобке женщины связан с функционированием яичников, поэтому у девочек, не достигших половой зрелости, на лобке нет волос. После начала полового созревания (к 12—14 годам) лобок обычно в большей или меньшей степени покрывается лобковыми волосами, которые затем могут переходить (но не обязательно переходят) на большие половые губы. В этой области имеются нервные окончания, и применяемые к ней механические воздействия (прикосновение, надавливание, поглаживание и т. п.) могут вызвать половое возбуждение. У половозрелых женщин лобок покрыт волосами с горизонтальной верхней границей — это называют оволосением по женскому типу. У женщин, достигших возраста климакса, оволосение лобка уменьшается.

### Мужской лобок
Рост волос на лобке мужчины связан с деятельностью мужской половой системы, поэтому у мальчиков, не достигших полового созревания, на лобке нет волос. Лобковые волосы у мальчиков начинают расти с началом полового созревания, с 10 лет, и полностью вырастают к 15 годам. Появившись в небольшом количестве у основания полового члена, волосы постепенно становятся гуще и занимают весь лобковый треугольник, а также чаще всего мошонку, после чего распространяются на бёдра и низ живота. Рост волос вверх с конусообразным сужением его по средней линии живота к пупку называют оволосением по мужскому типу. У лобка (в паховой области) находится внешний половой орган мужчины — пенис.

## Дополнительные изображения

Схема строения вульвы
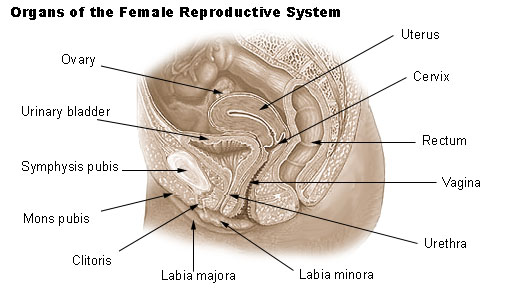
Органы репродуктивной системы женщины
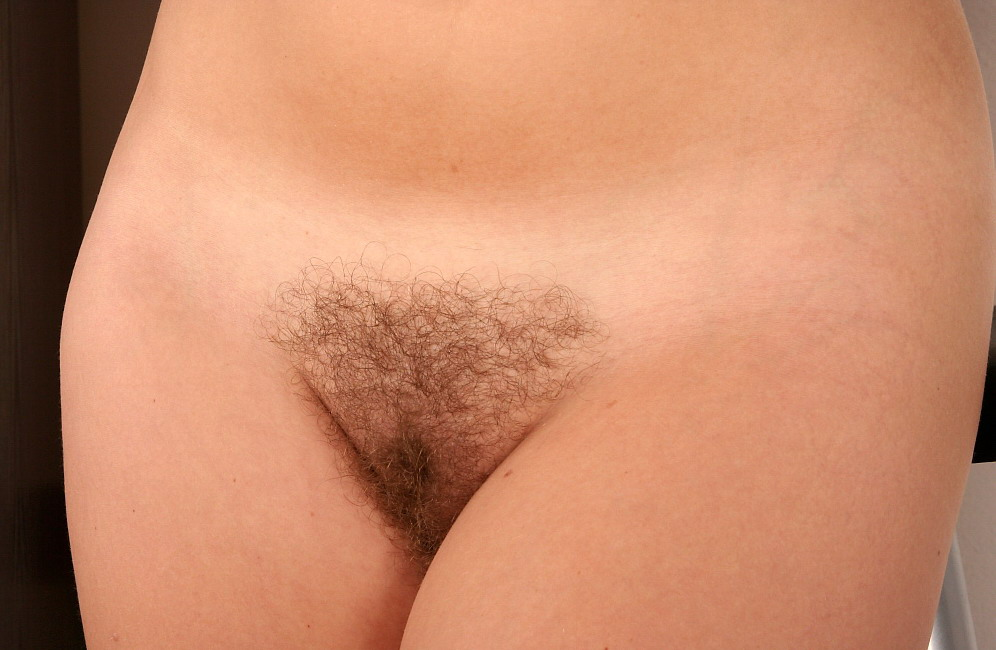
Недепилированный женский лобок
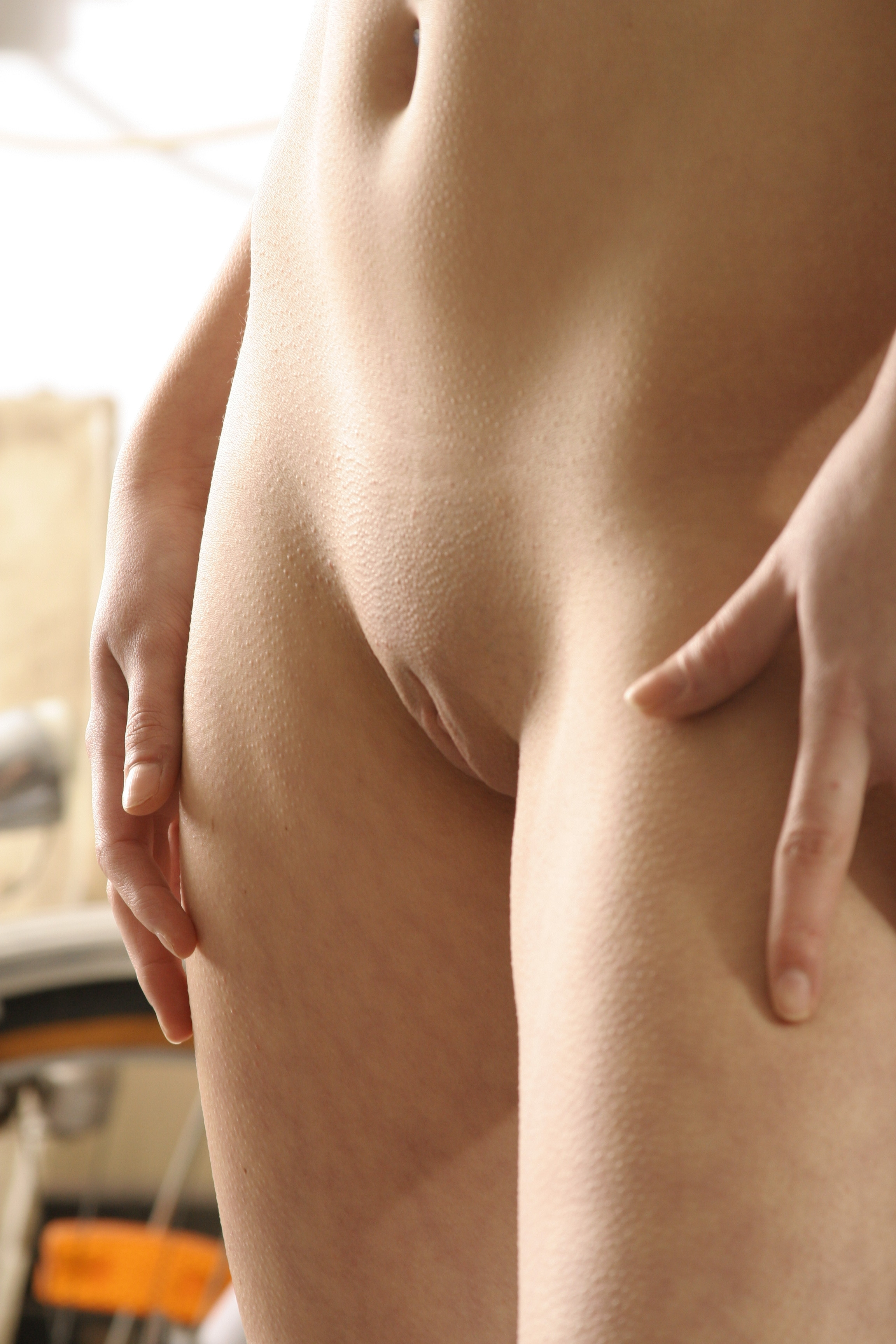
Депилированный женский лобок сбоку